# Acta Odontologica Scandinavica
Acta Odontologica Scandinavica es una revista médica revisada por pares que cubre la investigación dental. La revista es publicada por Taylor and Francis Group y está patrocinada por las asociaciones y escuelas de odontología de Dinamarca, Finlandia, Islandia, Noruega y Suecia, con responsabilidad editorial alterna entre estos países. La revista está actualmente editada por Palle Holmstrup (Universidad de Copenhague)  y se estableció en 1939.

## Resumen e indexación
Según el Journal Citation Reports, Acta Odontologica Scandinavica tiene un factor de impacto de 2.232 en 2021. Se publica 8 veces al año. Además, está resumido e indexado en Biological Abstracts, Chemical Abstracts, Current Contents /Clinical Medicine, EMBASE/Excerpta Medica, Index Medicus / MEDLINE y Science Citation Index.

## Categorías de artículos
La revista publica artículos en las siguientes categorías:
- Artículos originales
- Reporte de un caso
- Series de casos
- Reseñas solicitadas y no solicitadas
- Editoriales
- Letras